# 이상범 (1969년)
이상범(李相範, 1969년 3월 8일 ~ )은 대한민국의 전 농구 선수이자, 현 WKBL 부천 하나은행의 감독이다. SBS 농구단 시절부터 한 팀에서 몸담았으며 1997년 프로농구 공식 개막전에서 1호 득점을 기록하였다.

## 출신 학교
- 대전고등학교
- 연세대학교 학사

## 경력
- 1992년~2000년 안양 SBS 스타즈 선수
- 2005년~2008년 안양 KT&G 카이츠 코치
- 2008년~2014년 2월 안양 KGC인삼공사 감독
- 2012년 남자농구 국가대표 감독
- 2013년 FIBA 아시아 선수권 대회 남자농구 국가대표 코치
- 2014년 세계 남자 농구월드컵 국가대표팀 코치
- 2014년 제17회 인천 아시안 게임 남자농구 국가대표 코치
- 2017년~2023년 원주 DB 프로미 감독
- 2025년~현재 부천 하나은행 감독